# Danh sách video phát hành tại gia của One Piece
Đây là danh sách video phát hành tại gia của anime One Piece.

## Phát hành

### Tiếng Nhật

#### VHS
| Volume               | Volume       | Volume | Tập                  | Ngày phát hành      | Tham khảo |
| -------------------- | ------------ | ------ | -------------------- | ------------------- | --------- |
|                      | VHS ONEPIECE | piece1 | 1–4                  | 21 tháng 2 năm 2001 | [ 1 ]     |
| piece2               | VHS ONEPIECE | 5–8    | 21 tháng 2 năm 2001  | [ 2 ]               |           |
| piece3               | VHS ONEPIECE | 9–12   | 21 tháng 3 năm 2001  | [ 3 ]               |           |
| piece4               | VHS ONEPIECE | 13–16  | 18 tháng 4 năm 2001  | [ 4 ]               |           |
| piece5               | VHS ONEPIECE | 17–20  | 23 tháng 5 năm 2001  | [ 5 ]               |           |
| piece6               | VHS ONEPIECE | 21–24  | 20 tháng 6 năm 2001  | [ 6 ]               |           |
| piece7               | VHS ONEPIECE | 25–28  | 18 tháng 7 năm 2001  | [ 7 ]               |           |
| piece8               | VHS ONEPIECE | 29–32  | 22 tháng 8 năm 2001  | [ 8 ]               |           |
| piece9               | VHS ONEPIECE | 33–36  | 19 tháng 9 năm 2001  | [ 9 ]               |           |
| piece10              | VHS ONEPIECE | 37–40  | 24 tháng 10 năm 2001 | [ 10 ]              |           |
| piece11              | VHS ONEPIECE | 41–44  | 21 tháng 11 năm 2001 | [ 11 ]              |           |
| piece12              | VHS ONEPIECE | 45–48  | 19 tháng 12 năm 2001 | [ 12 ]              |           |
| piece13              | VHS ONEPIECE | 49–52  | 17 tháng 1 năm 2002  | [ 13 ]              |           |
| piece14              | VHS ONEPIECE | 53–56  | 14 tháng 2 năm 2002  | [ 14 ]              |           |
| piece15              | VHS ONEPIECE | 57–61  | 20 tháng 3 năm 2002  | [ 15 ]              |           |
| グランドライン突入篇 | piece1       | 62–64  | 3 tháng 4 năm 2002   | [ 16 ]              |           |
| グランドライン突入篇 | piece2       | 65–67  | 2 tháng 5 năm 2002   | [ 17 ]              |           |
| グランドライン突入篇 | piece3       | 68–70  | 5 tháng 6 năm 2002   | [ 18 ]              |           |
| グランドライン突入篇 | piece4       | 71–73  | 3 tháng 7 năm 2002   | [ 19 ]              |           |
| グランドライン突入篇 | piece5       | 74–77  | 7 tháng 8 năm 2002   | [ 20 ]              |           |
| チョッパー登場冬島篇 | piece1       | 78–80  | 4 tháng 9 năm 2002   | [ 21 ]              |           |
| チョッパー登場冬島篇 | piece2       | 81–83  | 2 tháng 10 năm 2002  | [ 22 ]              |           |
| チョッパー登場冬島篇 | piece3       | 84–86  | 7 tháng 11 năm 2002  | [ 23 ]              |           |
| チョッパー登場冬島篇 | piece4       | 87–89  | 4 tháng 12 năm 2002  | [ 24 ]              |           |
| チョッパー登場冬島篇 | piece5       | 90–92  | 81 tháng 1 năm 2003  | [ 25 ]              |           |

#### DVD
| Volume                                 | Volume                          | Volume       | Tập                  | Ngày phát hành      | Tham khảo |
| -------------------------------------- | ------------------------------- | ------------ | -------------------- | ------------------- | --------- |
|                                        | ONE PIECE ワンピース            | piece.01     | 1–4                  | 21 tháng 2 năm 2001 | [ 26 ]    |
| piece.02                               | ONE PIECE ワンピース            | 5–8          | 21 tháng 2 năm 2001  | [ 27 ]              |           |
| piece.03                               | ONE PIECE ワンピース            | 9–12         | 22 tháng 3 năm 2001  | [ 28 ]              |           |
| piece.04                               | ONE PIECE ワンピース            | 13–16        | 18 tháng 4 năm 2001  | [ 29 ]              |           |
| piece.05                               | ONE PIECE ワンピース            | 17–20        | 23 tháng 5 năm 2001  | [ 30 ]              |           |
| piece.06                               | ONE PIECE ワンピース            | 21–24        | 20 tháng 6 năm 2001  | [ 31 ]              |           |
| piece.07                               | ONE PIECE ワンピース            | 25–28        | 18 tháng 7 năm 2001  | [ 32 ]              |           |
| piece.08                               | ONE PIECE ワンピース            | 29–32        | 22 tháng 8 năm 2001  | [ 33 ]              |           |
| piece.09                               | ONE PIECE ワンピース            | 33–36        | 19 tháng 9 năm 2001  | [ 34 ]              |           |
| piece.10                               | ONE PIECE ワンピース            | 37–40        | 24 tháng 10 năm 2001 | [ 35 ]              |           |
| piece.11                               | ONE PIECE ワンピース            | 41–44        | 21 tháng 11 năm 2001 | [ 36 ]              |           |
| piece.12                               | ONE PIECE ワンピース            | 45–48        | 19 tháng 12 năm 2001 | [ 37 ]              |           |
| piece.13                               | ONE PIECE ワンピース            | 49–52        | 17 tháng 12 năm 2002 | [ 38 ]              |           |
| piece.14                               | ONE PIECE ワンピース            | 53–56        | 14 tháng 2 năm 2002  | [ 39 ]              |           |
| piece.15                               | ONE PIECE ワンピース            | 57–61        | 20 tháng 3 năm 2002  | [ 40 ]              |           |
| 2ndシーズン グランドライン突入篇       | piece.01                        | 62–64        | 3 tháng 4 năm 2002   | [ 41 ]              |           |
| 2ndシーズン グランドライン突入篇       | piece.02                        | 65–67        | 2 tháng 5 năm 2002   | [ 42 ]              |           |
| 2ndシーズン グランドライン突入篇       | piece.03                        | 68–70        | 5 tháng 6 năm 2002   | [ 43 ]              |           |
| 2ndシーズン グランドライン突入篇       | piece.04                        | 71–73        | 3 tháng 7 năm 2002   | [ 44 ]              |           |
| 2ndシーズン グランドライン突入篇       | piece.05                        | 74–76        | 7 tháng 8 năm 2002   | [ 45 ]              |           |
| 3rdシーズン チョッパー登場 冬島篇      | piece.01                        | 77–79        | 4 tháng 9 năm 2002   | [ 46 ]              |           |
| 3rdシーズン チョッパー登場 冬島篇      | piece.02                        | 80–82        | 2 tháng 10 năm 2002  | [ 47 ]              |           |
| 3rdシーズン チョッパー登場 冬島篇      | piece.03                        | 83–85        | 7 tháng 11 năm 2002  | [ 48 ]              |           |
| 3rdシーズン チョッパー登場 冬島篇      | piece.04                        | 86–88        | 4 tháng 12 năm 2002  | [ 49 ]              |           |
| 3rdシーズン チョッパー登場 冬島篇      | piece.05                        | 89–91        | 8 tháng 1 năm 2003   | [ 50 ]              |           |
| 4thシーズン アラバスタ上陸篇           | Piece.01                        | 92–94        | 5 tháng 2 năm 2003   | [ 51 ]              |           |
| 4thシーズン アラバスタ上陸篇           | Piece.02                        | 95–97        | 5 tháng 3 năm 2003   | [ 52 ]              |           |
| 4thシーズン アラバスタ上陸篇           | Piece.03                        | 98–100       | 2 tháng 4 năm 2003   | [ 53 ]              |           |
| 4thシーズン アラバスタ上陸篇           | Piece.04                        | 101–103      | 8 tháng 5 năm 2003   | [ 54 ]              |           |
| 4thシーズン アラバスタ上陸篇           | Piece.05                        | 104–106      | 4 tháng 6 năm 2003   | [ 55 ]              |           |
| 4thシーズン アラバスタ上陸篇           | Piece.06                        | 107–109      | 2 tháng 7 năm 2003   | [ 56 ]              |           |
| 4thシーズン アラバスタ激闘篇           | piece.01                        | 110–112      | 6 tháng 8 năm 2003   | [ 57 ]              |           |
| 4thシーズン アラバスタ激闘篇           | piece.02                        | 113–115      | 3 tháng 9 năm 2003   | [ 58 ]              |           |
| 4thシーズン アラバスタ激闘篇           | piece.03                        | 116–118      | 1 tháng 10 năm 2003  | [ 59 ]              |           |
| 4thシーズン アラバスタ激闘篇           | piece.04                        | 119–121      | 6 tháng 11 năm 2003  | [ 60 ]              |           |
| 4thシーズン アラバスタ激闘篇           | piece.05                        | 122–124      | 3 tháng 12 năm 2003  | [ 61 ]              |           |
| 4thシーズン アラバスタ激闘篇           | piece.06                        | 125–127      | 7 tháng 1 năm 2004   | [ 62 ]              |           |
| 4thシーズン アラバスタ激闘篇           | piece.07                        | 128–130      | 4 tháng 2 năm 2004   | [ 63 ]              |           |
| 5thシーズン ドリームス!前篇            | piece.01 『Dreams！』前編       | 131–132      | 3 tháng 3 năm 2003   | [ 64 ]              |           |
| 5thシーズン ドリームス!前篇            | piece.02 『Dreams！』後編       | 133–135      | 7 tháng 4 năm 2004   | [ 65 ]              |           |
| 5thシーズン ドリームス!前篇            | piece.03 『出撃ゼニィ海賊団』編 | 136–138      | 12 tháng 5 năm 2004  | [ 66 ]              |           |
| 5thシーズン ドリームス!前篇            | piece.04 『虹の彼方へ』前編     | 139–140      | 2 tháng 6 năm 2004   | [ 67 ]              |           |
| 5thシーズン ドリームス!前篇            | piece.05 『虹の彼方へ』後編     | 141–143      | 7 tháng 7 năm 2004   | [ 68 ]              |           |
| 6thシーズン 空島·スカイピア篇          | piece.01                        | 144–146      | 4 tháng 8 năm 2004   | [ 69 ]              |           |
| 6thシーズン 空島·スカイピア篇          | piece.02                        | 147–149      | 1 tháng 9 năm 2004   | [ 70 ]              |           |
| 6thシーズン 空島·スカイピア篇          | piece.03                        | 150–152      | 6 tháng 10 năm 2004  | [ 71 ]              |           |
| 6thシーズン 空島·スカイピア篇          | piece.04                        | 153–155      | 3 tháng 11 năm 2004  | [ 72 ]              |           |
| 6thシーズン 空島·スカイピア篇          | piece.05                        | 156–158      | 1 tháng 12 năm 2004  | [ 73 ]              |           |
| 6thシーズン 空島·スカイピア篇          | piece.06                        | 159–161      | 13 tháng 1 năm 2005  | [ 74 ]              |           |
| 6thシーズン 空島·スカイピア篇          | piece.07                        | 162–164      | 2 tháng 2 năm 2005   | [ 75 ]              |           |
| 6thシーズン 空島·スカイピア篇          | piece.08                        | 165–167      | 3 tháng 3 năm 2005   | [ 76 ]              |           |
| 6thシーズン 空島·スカイピア篇          | piece.09                        | 168–170      | 6 tháng 4 năm 2005   | [ 77 ]              |           |
| 6thシーズン 空島·スカイピア篇          | piece.10                        | 171–173      | 11 tháng 5 năm 2005  | [ 78 ]              |           |
| 6thシーズン 空島·黄金の鐘篇            | piece.01                        | 174–176      | 1 tháng 6 năm 2005   | [ 79 ]              |           |
| 6thシーズン 空島·黄金の鐘篇            | piece.02                        | 177–179      | 6 tháng 7 năm 2005   | [ 80 ]              |           |
| 6thシーズン 空島·黄金の鐘篇            | piece.03                        | 180–182      | 3 tháng 8 năm 2005   | [ 81 ]              |           |
| 6thシーズン 空島·黄金の鐘篇            | piece.04                        | 183–185      | 7 tháng 9 năm 2005   | [ 82 ]              |           |
| 6thシーズン 空島·黄金の鐘篇            | piece.05                        | 186–188      | 5 tháng 10 năm 2005  | [ 83 ]              |           |
| 6thシーズン 空島·黄金の鐘篇            | piece.06                        | 189–191      | 2 tháng 11 năm 2005  | [ 84 ]              |           |
| 6thシーズン 空島·黄金の鐘篇            | piece.07                        | 192–193      | 7 tháng 12 năm 2005  | [ 85 ]              |           |
| 6thシーズン 空島·黄金の鐘篇            | piece.08                        | 194–195      | 11 tháng 1 năm 2006  | [ 86 ]              |           |
| 7thシーズン 脱出!海軍要塞&フォクシー篇 | piece.01                        | 196–198      | 1 tháng 2 năm 2006   | [ 87 ]              |           |
| 7thシーズン 脱出!海軍要塞&フォクシー篇 | piece.02                        | 199–201      | 1 tháng 3 năm 2006   | [ 88 ]              |           |
| 7thシーズン 脱出!海軍要塞&フォクシー篇 | piece.03                        | 202–204      | 5 tháng 4 năm 2006   | [ 89 ]              |           |
| 7thシーズン 脱出!海軍要塞&フォクシー篇 | piece.04                        | 205–207      | 3 tháng 5 năm 2006   | [ 90 ]              |           |
| 7thシーズン 脱出!海軍要塞&フォクシー篇 | piece.05                        | 208–210      | 7 tháng 6 năm 2006   | [ 91 ]              |           |
| 7thシーズン 脱出!海軍要塞&フォクシー篇 | piece.06                        | 211–213      | 5 tháng 7 năm 2006   | [ 92 ]              |           |
| 7thシーズン 脱出!海軍要塞&フォクシー篇 | piece.07                        | 214–216      | 2 tháng 8 năm 2006   | [ 93 ]              |           |
| 7thシーズン 脱出!海軍要塞&フォクシー篇 | piece.08                        | 217–219      | 6 tháng 9 năm 2006   | [ 94 ]              |           |
| 7thシーズン 脱出!海軍要塞&フォクシー篇 | piece.09                        | 220–222      | 11 tháng 10 năm 2006 | [ 95 ]              |           |
| 7thシーズン 脱出!海軍要塞&フォクシー篇 | piece.10                        | 223–225      | 8 tháng 11 năm 2006  | [ 96 ]              |           |
| 7thシーズン 脱出!海軍要塞&フォクシー篇 | piece.11                        | 226–228      | 6 tháng 12 năm 2006  | [ 97 ]              |           |
| 8thシーズン ウォーターセブン篇         | piece.01                        | 229–231      | 10 tháng 1 năm 2007  | [ 98 ]              |           |
| 8thシーズン ウォーターセブン篇         | piece.02                        | 232–234      | 7 tháng 2 năm 2007   | [ 99 ]              |           |
| 8thシーズン ウォーターセブン篇         | piece.03                        | 235–237      | 7 tháng 3 năm 2007   | [ 100 ]             |           |
| 8thシーズン ウォーターセブン篇         | piece.04                        | 238–240      | 11 tháng 4 năm 2007  | [ 101 ]             |           |
| 8thシーズン ウォーターセブン篇         | piece.05                        | 241–243      | 9 tháng 5 năm 2007   | [ 102 ]             |           |
| 8thシーズン ウォーターセブン篇         | piece.06                        | 244–246      | 6 tháng 6 năm 2007   | [ 103 ]             |           |
| 8thシーズン ウォーターセブン篇         | piece.07                        | 247–249      | 11 tháng 7 năm 2007  | [ 104 ]             |           |
| 8thシーズン ウォーターセブン篇         | piece.08                        | 250–252      | 1 tháng 8 năm 2007   | [ 105 ]             |           |
| 8thシーズン ウォーターセブン篇         | piece.09                        | 253–255      | 5 tháng 9 năm 2007   | [ 106 ]             |           |
| 8thシーズン ウォーターセブン篇         | piece.10                        | 256–258      | 10 tháng 10 năm 2007 | [ 107 ]             |           |
| 8thシーズン ウォーターセブン篇         | piece.11                        | 259–261      | 7 tháng 11 năm 2007  | [ 108 ]             |           |
| 8thシーズン ウォーターセブン篇         | piece.12                        | 262–263      | 5 tháng 12 năm 2007  | [ 109 ]             |           |
| 9thシーズン エニエス·ロビー篇          | piece.01                        | 264–266      | 8 tháng 1 năm 2008   | [ 110 ]             |           |
| 9thシーズン エニエス·ロビー篇          | piece.02                        | 267–269      | 6 tháng 2 năm 2008   | [ 111 ]             |           |
| 9thシーズン エニエス·ロビー篇          | piece.03                        | 270–272      | 5 tháng 3 năm 2008   | [ 112 ]             |           |
| 9thシーズン エニエス·ロビー篇          | piece.04                        | 273–275      | 2 tháng 4 năm 2008   | [ 113 ]             |           |
| 9thシーズン エニエス·ロビー篇          | piece.05                        | 276–278      | 7 tháng 5 năm 2008   | [ 114 ]             |           |
| 9thシーズン エニエス·ロビー篇          | piece.06                        | 284–286      | 4 tháng 6 năm 2008   | [ 115 ]             |           |
| 9thシーズン エニエス·ロビー篇          | piece.07                        | 287–289      | 7 tháng 8 năm 2008   | [ 116 ]             |           |
| 9thシーズン エニエス·ロビー篇          | piece.08                        | 290, 293–294 | 6 tháng 8 năm 2008   | [ 117 ]             |           |
| 9thシーズン エニエス·ロビー篇          | piece.09                        | 295–297      | 3 tháng 9 năm 2008   | [ 118 ]             |           |
| 9thシーズン エニエス·ロビー篇          | piece.10                        | 298–300      | 1 tháng 10 năm 2008  | [ 119 ]             |           |
| 9thシーズン エニエス·ロビー篇          | piece.11                        | 301–302, 304 | 5 tháng 11 năm 2008  | [ 120 ]             |           |
| 9thシーズン エニエス·ロビー篇          | piece.12                        | 305–307      | 3 tháng 12 năm 2008  | [ 121 ]             |           |
| 9thシーズン エニエス·ロビー篇          | piece.13                        | 308–310      | 7 tháng 1 năm 2009   | [ 122 ]             |           |
| 9thシーズン エニエス·ロビー篇          | piece.14                        | 311–313      | 4 tháng 2 năm 2009   | [ 123 ]             |           |
| 9thシーズン エニエス·ロビー篇          | piece.15                        | 314–316      | 4 tháng 3 năm 2009   | [ 124 ]             |           |
| 9thシーズン エニエス·ロビー篇          | piece.16                        | 317–319      | 1 tháng 4 năm 2009   | [ 125 ]             |           |
| 9thシーズン エニエス·ロビー篇          | piece.17                        | 320–322      | 13 tháng 5 năm 2009  | [ 126 ]             |           |
| 9thシーズン エニエス·ロビー篇          | piece.18                        | 323–325      | 6 tháng 6 năm 2009   | [ 127 ]             |           |
| 9thシーズン エニエス·ロビー篇          | piece.19                        | 326–328      | 1 tháng 7 năm 2009   | [ 128 ]             |           |
| 9thシーズン エニエス·ロビー篇          | piece.20                        | 329–331      | 5 tháng 8 năm 2009   | [ 129 ]             |           |
| 9thシーズン エニエス·ロビー篇          | piece.21                        | 332–335      | 2 tháng 9 năm 2009   | [ 130 ]             |           |
| 10thシーズン スリラーバーク篇          | piece.01                        | 337–339      | 7 tháng 10 năm 2009  | [ 131 ]             |           |
| 10thシーズン スリラーバーク篇          | piece.02                        | 340–342      | 6 tháng 11 năm 2009  | [ 132 ]             |           |
| 10thシーズン スリラーバーク篇          | piece.03                        | 343–345      | 2 tháng 12 năm 2009  | [ 133 ]             |           |
| 10thシーズン スリラーバーク篇          | piece.04                        | 346–348      | 6 tháng 1 năm 2010   | [ 134 ]             |           |
| 10thシーズン スリラーバーク篇          | piece.05                        | 349–351      | 3 tháng 2 năm 2010   | [ 135 ]             |           |
| 10thシーズン スリラーバーク篇          | piece.06                        | 352–354      | 3 tháng 3 năm 2010   | [ 136 ]             |           |
| 10thシーズン スリラーバーク篇          | piece.07                        | 355–357      | 7 tháng 4 năm 2010   | [ 137 ]             |           |
| 10thシーズン スリラーバーク篇          | piece.08                        | 358–360      | 7 tháng 5 năm 2010   | [ 138 ]             |           |
| 10thシーズン スリラーバーク篇          | piece.09                        | 361–363      | 2 tháng 6 năm 2010   | [ 139 ]             |           |
| 10thシーズン スリラーバーク篇          | piece.10                        | 364–366      | 7 tháng 7 năm 2010   | [ 140 ]             |           |
| 10thシーズン スリラーバーク篇          | piece.11                        | 367–369      | 4 tháng 8 năm 2010   | [ 141 ]             |           |
| 10thシーズン スリラーバーク篇          | piece.12                        | 370–372      | 1 tháng 9 năm 2010   | [ 142 ]             |           |
| 10thシーズン スリラーバーク篇          | piece.13                        | 373–375      | 6 tháng 10 năm 2010  | [ 143 ]             |           |
| 10thシーズン スリラーバーク篇          | piece.14                        | 376–378      | 5 tháng 11 năm 2010  | [ 144 ]             |           |
| 10thシーズン スリラーバーク篇          | piece.15                        | 379–381      | 12 tháng 12 năm 2010 | [ 145 ]             |           |
| 11thシーズン シャボンディ諸島篇        | piece.01                        | 382–385      | 7 tháng 1 năm 2011   | [ 146 ]             |           |
| 11thシーズン シャボンディ諸島篇        | piece.02                        | 386–389      | 7 tháng 1 năm 2011   | [ 147 ]             |           |
| 11thシーズン シャボンディ諸島篇        | piece.03                        | 390–393      | 2 tháng 2 năm 2011   | [ 148 ]             |           |
| 11thシーズン シャボンディ諸島篇        | piece.04                        | 394–397      | 2 tháng 2 năm 2011   | [ 149 ]             |           |
| 11thシーズン シャボンディ諸島篇        | piece.05                        | 398–401      | 2 tháng 3 năm 2011   | [ 150 ]             |           |
| 11thシーズン シャボンディ諸島篇        | piece.06                        | 402–405      | 2 tháng 3 năm 2011   | [ 151 ]             |           |
| 12thシーズン 女ヶ島篇                  | piece.01                        | 408–411      | 6 tháng 4 năm 2011   | [ 152 ]             |           |
| 12thシーズン 女ヶ島篇                  | piece.02                        | 412–415      | 6 tháng 4 năm 2011   | [ 153 ]             |           |
| 12thシーズン 女ヶ島篇                  | piece.03                        | 416–418      | 11 tháng 5 năm 2011  | [ 154 ]             |           |
| 12thシーズン 女ヶ島篇                  | piece.04                        | 419–421      | 11 tháng 5 năm 2011  | [ 155 ]             |           |
| 13thシーズン インペルダウン篇          | piece.01                        | 422–425      | 1 tháng 6 năm 2011   | [ 156 ]             |           |
| 13thシーズン インペルダウン篇          | piece.02                        | 430–433      | 1 tháng 6 năm 2011   | [ 157 ]             |           |
| 13thシーズン インペルダウン篇          | piece.03                        | 434–437      | 6 tháng 7 năm 2011   | [ 158 ]             |           |
| 13thシーズン インペルダウン篇          | piece.04                        | 438–441      | 6 tháng 7 năm 2011   | [ 159 ]             |           |
| 13thシーズン インペルダウン篇          | piece.05                        | 442–445      | 3 tháng 8 năm 2011   | [ 160 ]             |           |
| 13thシーズン インペルダウン篇          | piece.06                        | 446–449      | 3 tháng 8 năm 2011   | [ 161 ]             |           |
| 13thシーズン インペルダウン篇          | piece.07                        | 450–453      | 7 tháng 9 năm 2011   | [ 162 ]             |           |
| 13thシーズン インペルダウン篇          | piece.08                        | 454–458      | 7 tháng 9 năm 2011   | [ 163 ]             |           |
| 14THシーズン マリンフォード編          | piece.01                        | 459–462      | 5 tháng 10 năm 2011  | [ 164 ]             |           |
| 14THシーズン マリンフォード編          | piece.02                        | 463–466      | 2 tháng 11 năm 2011  | [ 165 ]             |           |
| 14THシーズン マリンフォード編          | piece.03                        | 467–470      | 7 tháng 11 năm 2011  | [ 166 ]             |           |
| 14THシーズン マリンフォード編          | piece.04                        | 471–474      | 11 tháng 2 năm 2002  | [ 167 ]             |           |
| 14THシーズン マリンフォード編          | piece.05                        | 475–478      | 1 tháng 2 năm 2012   | [ 168 ]             |           |
| 14THシーズン マリンフォード編          | piece.06                        | 479–482      | 3 tháng 3 năm 2012   | [ 169 ]             |           |
| 14THシーズン マリンフォード編          | piece.07                        | 483–486      | 4 tháng 4 năm 2012   | [ 170 ]             |           |
| 14THシーズン マリンフォード編          | piece.08                        | 487–490      | 9 tháng 5 năm 2012   | [ 171 ]             |           |
| 14THシーズン マリンフォード編          | piece.09                        | 491, 493–495 | 6 tháng 6 năm 2012   | [ 172 ]             |           |
| 14THシーズン マリンフォード編          | piece.10                        | 496–499      | 4 tháng 7 năm 2012   | [ 173 ]             |           |
| 14THシーズン マリンフォード編          | piece.11                        | 500–503      | 1 tháng 8 năm 2]12   | [ 174 ]             |           |
| 14THシーズン マリンフォード編          | piece.12                        | 504–507      | 5 tháng 9 năm 2012   | [ 175 ]             |           |
| 14THシーズン マリンフォード編          | piece.13                        | 508–511      | 3 tháng 10 năm 2012  | [ 176 ]             |           |
| 14THシーズン マリンフォード編          | piece.14                        | 512–516      | 11 tháng 11 năm 2012 | [ 177 ]             |           |
| 15thシーズン 魚人島編                  | piece.01                        | 517–520      | 5 tháng 12 năm 2012  | [ 178 ]             |           |
| 15thシーズン 魚人島編                  | piece.02                        | 521–524      | 9 tháng 1 năm 2013   | [ 179 ]             |           |
| 15thシーズン 魚人島編                  | piece.03                        | 525–528      | 6 tháng 2 năm 2013   | [ 180 ]             |           |
| 15thシーズン 魚人島編                  | piece.04                        | 529–532      | 6 tháng 3 năm 2013   | [ 181 ]             |           |
| 15thシーズン 魚人島編                  | piece.05                        | 533–536      | 3 tháng 4 năm 2013   | [ 182 ]             |           |
| 15thシーズン 魚人島編                  | piece.06                        | 537–540      | 8 tháng 5 năm 2013   | [ 183 ]             |           |
| 15thシーズン 魚人島編                  | piece.07                        | 541, 543–545 | 5 tháng 6 năm 2013   | [ 184 ]             |           |
| 15thシーズン 魚人島編                  | piece.08                        | 546–549      | 3 tháng 7 năm 2013   | [ 185 ]             |           |
| 15thシーズン 魚人島編                  | piece.09                        | 550–553      | 7 tháng 8 năm 2013   | [ 186 ]             |           |
| 15thシーズン 魚人島編                  | piece.10                        | 554–557      | 4 tháng 9 năm 2013   | [ 187 ]             |           |
| 15thシーズン 魚人島編                  | piece.11                        | 558–561      | 2 tháng 10 năm 2013  | [ 188 ]             |           |
| 15thシーズン 魚人島編                  | piece.12                        | 562–565      | 6 tháng 11 năm 2013  | [ 189 ]             |           |
| 15thシーズン 魚人島編                  | piece.13                        | 566–569      | 4 tháng 12 năm 2013  | [ 190 ]             |           |
| 15thシーズン 魚人島編                  | piece.14                        | 570–574      | 4 tháng 12 năm 2013  | [ 191 ]             |           |
| 16THシーズン パンクハザード編          | piece.01                        | 579–582      | 8 tháng 1 năm 2014   | [ 192 ]             |           |
| 16THシーズン パンクハザード編          | piece.02                        | 583–586      | 8 tháng 1 năm 2014   | [ 193 ]             |           |
| 16THシーズン パンクハザード編          | piece.03                        | 587–589, 591 | 5 tháng 2 năm 2014   | [ 194 ]             |           |
| 16THシーズン パンクハザード編          | piece.04                        | 592–595      | 5 tháng 2 năm 2014   | [ 195 ]             |           |
| 16THシーズン パンクハザード編          | piece.05                        | 596–599      | 5 tháng 3 năm 2014   | [ 196 ]             |           |
| 16THシーズン パンクハザード編          | piece.06                        | 600–603      | 5 tháng 3 năm 2014   | [ 197 ]             |           |
| 16THシーズン パンクハザード編          | piece.07                        | 604–607      | 2 tháng 4 năm 2014   | [ 198 ]             |           |
| 16THシーズン パンクハザード編          | piece.08                        | 608–611      | 2 tháng 4 năm 2014   | [ 199 ]             |           |
| 16THシーズン パンクハザード編          | piece.09                        | 612–615      | 14 tháng 5 năm 2014  | [ 200 ]             |           |
| 16THシーズン パンクハザード編          | piece.10                        | 616–619      | 14 tháng 5 năm 2014  | [ 201 ]             |           |
| 16THシーズン パンクハザード編          | piece.11                        | 620–623      | 4 tháng 6 năm 2014   | [ 202 ]             |           |
| 16THシーズン パンクハザード編          | piece.12                        | 624–628      | 4 tháng 6 năm 2014   | [ 203 ]             |           |
| 17thシーズン ドレスローザ編            | piece.01                        | 629–632      | 2 tháng 7 năm 2014   | [ 204 ]             |           |
| 17thシーズン ドレスローザ編            | piece.02                        | 633–636      | 6 tháng 8 năm 2014   | [ 205 ]             |           |
| 17thシーズン ドレスローザ編            | piece.03                        | 637–640      | 3 tháng 9 năm 2014   | [ 206 ]             |           |
| 17thシーズン ドレスローザ編            | piece.04                        | 641–644      | 1 tháng 10 năm 2014  | [ 207 ]             |           |
| 17thシーズン ドレスローザ編            | piece.05                        | 645–648      | 5 tháng 11 năm 2014  | [ 208 ]             |           |
| 17thシーズン ドレスローザ編            | piece.06                        | 649–652      | 3 tháng 12 năm 2014  | [ 209 ]             |           |
| 17thシーズン ドレスローザ編            | piece 07.                       | 653–656      | 7 tháng 1 năm 2015   | [ 210 ]             |           |
| 17thシーズン ドレスローザ編            | piece 08.                       | 657–660      | 4 tháng 2 năm 2015   | [ 211 ]             |           |
| 17thシーズン ドレスローザ編            | piece 09.                       | 661–664      | 4 tháng 3 năm 2015   | [ 212 ]             |           |
| 17thシーズン ドレスローザ編            | piece 10.                       | 665–668      | 1 tháng 4 năm 2015   | [ 213 ]             |           |
| 17thシーズン ドレスローザ編            | piece 11.                       | 669–671      | 8 tháng 5 năm 2015   | [ 214 ]             |           |
| 17thシーズン ドレスローザ編            | piece 12.                       | 673–676      | 3 tháng 6 năm 2015   | [ 215 ]             |           |
| 17thシーズン ドレスローザ編            | piece 13.                       | 677–680      | 1 tháng 7 năm 2015   | [ 216 ]             |           |
| 17thシーズン ドレスローザ編            | piece 14.                       | 681–684      | 5 tháng 8 năm 2015   | [ 217 ]             |           |
| 17thシーズン ドレスローザ編            | Piece 15.                       | 685–688      | 2 tháng 9 năm 2015   | [ 218 ]             |           |
| 17thシーズン ドレスローザ編            | Piece 16.                       | 689–692      | 27 tháng 10 năm 2015 | [ 219 ]             |           |
| 17thシーズン ドレスローザ編            | Piece 17.                       | 693–696      | 4 tháng 11 năm 2015  | [ 220 ]             |           |
| 17thシーズン ドレスローザ編            | Piece 18.                       | 697–700      | 4 tháng 12 năm 2015  | [ 221 ]             |           |
| 17thシーズン ドレスローザ編            | Piece 19.                       | 701–704      | 6 tháng 1 năm 2016   | [ 222 ]             |           |
| 17thシーズン ドレスローザ編            | Piece 20.                       | 705–708      | 2 tháng 3 năm 2016   | [ 223 ]             |           |
| 17thシーズン ドレスローザ編            | Piece 21.                       | 709–712      | 2 tháng 3 năm 2016   | [ 224 ]             |           |
| 17thシーズン ドレスローザ編            | Piece 22.                       | 713–716      | 6 tháng 4 năm 2016   | [ 225 ]             |           |
| 17thシーズン ドレスローザ編            | Piece 23.                       | 717–720      | 11 tháng 5 năm 2016  | [ 226 ]             |           |
| 17thシーズン ドレスローザ編            | Piece 24.                       | 721–724      | 1 tháng 6 năm 2016   | [ 227 ]             |           |
| 17thシーズン ドレスローザ編            | Piece 25.                       | 725–728      | 6 tháng 7 năm 2016   | [ 228 ]             |           |
| 17thシーズン ドレスローザ編            | Piece 26.                       | 729–732      | 3 tháng 8 năm 2016   | [ 229 ]             |           |
| 17thシーズン ドレスローザ編            | Piece 27.                       | 733–736      | 7 tháng 9 năm 2016   | [ 230 ]             |           |
| 17thシーズン ドレスローザ編            | Piece 28.                       | 737–740      | 5 tháng 10 năm 2016  | [ 231 ]             |           |
| 17thシーズン ドレスローザ編            | Piece 29.                       | 741–743      | 2 tháng 11 năm 2016  | [ 232 ]             |           |
| 17thシーズン ドレスローザ編            | Piece 30.                       | 744–746      | 7 tháng 12 năm 2016  | [ 233 ]             |           |
| 18thシーズン ドレスローザ編            | piece.01                        | 751–754      | 11 tháng 1 năm 2017  | [ 234 ]             |           |
| 18thシーズン ドレスローザ編            | piece.02                        | 755–758      | 1 tháng 2 năm 2017   | [ 235 ]             |           |
| 18thシーズン ドレスローザ編            | piece.03                        | 759–762      | 1 tháng 3 năm 2017   | [ 236 ]             |           |
| 18thシーズン ドレスローザ編            | piece.04                        | 763–766      | 5 tháng 4 năm 2017   | [ 237 ]             |           |
| 18thシーズン ドレスローザ編            | piece.05                        | 767–770      | 3 tháng 5 năm 2017   | [ 238 ]             |           |
| 18thシーズン ドレスローザ編            | piece.06                        | 771–774      | 7 tháng 6 năm 2017   | [ 239 ]             |           |
| 18thシーズン ドレスローザ編            | piece.07                        | 775–778      | 5 tháng 7 năm 2017   | [ 240 ]             |           |
| 18thシーズン ドレスローザ編            | piece.08                        | 779–782      | 2 tháng 8 năm 2017   | [ 241 ]             |           |
| 19thシーズン ドレスローザ編            | piece.01                        | 783–786      | 6 tháng 9 năm 2017   | [ 242 ]             |           |
| 19thシーズン ドレスローザ編            | piece.02                        | 787–790      | 4 tháng 10 năm 2017  | [ 243 ]             |           |
| 19thシーズン ドレスローザ編            | piece.03                        | 791–794      | 1 tháng 11 năm 2017  | [ 244 ]             |           |
| 19thシーズン ドレスローザ編            | piece.04                        | 795–798      | 6 tháng 12 năm 2017  | [ 245 ]             |           |
| 19thシーズン ドレスローザ編            | piece.05                        | 799–802      | 10 tháng 1 năm 2018  | [ 246 ]             |           |
| 19thシーズン ドレスローザ編            | piece.06                        | 803–806      | 7 tháng 2 năm 2018   | [ 247 ]             |           |
| 19thシーズン ドレスローザ編            | piece.07                        | 807–810      | 7 tháng 3 năm 2018   | [ 248 ]             |           |
| 19thシーズン ドレスローザ編            | piece.08                        | 811–814      | 4 tháng 4 năm 2018   | [ 249 ]             |           |
| 19thシーズン ドレスローザ編            | piece.09                        | 815–818      | 2 tháng 5 năm 2018   | [ 250 ]             |           |
| 19thシーズン ドレスローザ編            | piece.10                        | 819–822      | 6 tháng 6 năm 2018   | [ 251 ]             |           |
| 19thシーズン ドレスローザ編            | piece.11                        | 824–826      | 4 tháng 7 năm 2018   | [ 252 ]             |           |
| 19thシーズン ドレスローザ編            | piece.12                        | 827–830      | 1 tháng 8 năm 2018   | [ 253 ]             |           |
| 19thシーズン ドレスローザ編            | piece.13                        | 831–834      | 5 tháng 9 năm 2018   | [ 254 ]             |           |
| 19thシーズン ドレスローザ編            | piece.14                        | 835–838      | 3 tháng 10 năm 2018  | [ 255 ]             |           |
| 19thシーズン ドレスローザ編            | piece.15                        | 839–842      | 7 tháng 11 năm 2018  | [ 256 ]             |           |
| 19thシーズン ドレスローザ編            | piece.16                        | 843–846      | 5 tháng 12 năm 2018  | [ 257 ]             |           |
| 19thシーズン ドレスローザ編            | piece,17                        | 847–850      | 9 tháng 1 năm 2019   | [ 258 ]             |           |
| 19thシーズン ドレスローザ編            | piece.18                        | 851–854      | 6 tháng 2 năm 2019   | [ 259 ]             |           |
| 19thシーズン ドレスローザ編            | piece.19                        | 855–858      | 6 tháng 3 năm 2019   | [ 260 ]             |           |
| 19thシーズン ドレスローザ編            | piece.20                        | 859-862      | 3 tháng 4 năm 2019   | [ 261 ]             |           |
| 19thシーズン ドレスローザ編            | piece.21                        | 863-866      | 8 tháng 5 năm 2019   | [ 262 ]             |           |
| 19thシーズン ドレスローザ編            | piece.22                        | 867-870      | 5 tháng 6 năm 2019   | [ 263 ]             |           |
| 19thシーズン ドレスローザ編            | piece.23                        | 871-874      | 3 tháng 7 năm 2019   | [ 264 ]             |           |
| 19thシーズン ドレスローザ編            | piece.24                        | 875-878      | 7 tháng 8 năm 2019   | [ 265 ]             |           |
| 19thシーズン ドレスローザ編            | piece.25                        | 879-882      | 4 tháng 9 năm 2019   | [ 266 ]             |           |
| 19thシーズン ドレスローザ編            | piece.26                        | 883-885      | 2 tháng 10 năm 2019  | [ 267 ]             |           |
| 19thシーズン ドレスローザ編            | piece.27                        | 886-888      | 6 tháng 11 năm 2019  | [ 268 ]             |           |
| 19thシーズン ドレスローザ編            | piece.28                        | 889-891      | 4 tháng 12 năm 2019  | [ 269 ]             |           |
| 20THシーズン ワノ国編                  | piece.1                         | 892–895      | 8 tháng 1 năm 2020   | [ 270 ]             |           |
| ワンピースTV主題歌集DVD                | ワンピースTV主題歌集DVD         | -            | 17 tháng 3 năm 2004  | [ 271 ]             |           |
| ROMANCE DAWN                           | ROMANCE DAWN                    | 1, 907       | 24 tháng 1 năm 2020  | [ 272 ]             |           |
| ONE PIECE Log Collection               | “EAST BLUE”                     | 1–17         | 23 tháng 7 năm 2010  | [ 273 ]             |           |
| ONE PIECE Log Collection               | “SANJI”                         | 18–30        | 23 tháng 7 năm 2010  | [ 274 ]             |           |
| ONE PIECE Log Collection               | “NAMI”                          | 31–44        | 27 tháng 8 năm 2010  | [ 275 ]             |           |
| ONE PIECE Log Collection               | “LOGUE TOWN”                    | 45–61        | 27 tháng 8 năm 2010  | [ 276 ]             |           |
| ONE PIECE Log Collection               | “GRAND LINE”                    | 62–77        | 22 tháng 12 năm 2010 | [ 277 ]             |           |
| ONE PIECE Log Collection               | “CHOPPER”                       | 78–92        | 22 tháng 12 năm 2010 | [ 278 ]             |           |
| ONE PIECE Log Collection               | “ARABASTA”                      | 93–110       | 28 tháng 1 năm 2011  | [ 279 ]             |           |
| ONE PIECE Log Collection               | “VIVI”                          | 111–130      | 28 tháng 1 năm 2011  | [ 280 ]             |           |
| ONE PIECE Log Collection SET           | EAST BLUE to CHOPPER            | 1–92         | 27 tháng 3 năm 2015  | [ 281 ]             |           |

### Tiếng Anh

#### 4Kids
| Volume | Volume                   | Volume              | Tập                  | Ngày phát hành      | Ngày phát hành      | ISBN               | Tham khảo       |
| Volume | Volume                   | Volume              | Tập                  | Hoa Kỳ              | Úc                  | ISBN               | Tham khảo       |
| ------ | ------------------------ | ------------------- | -------------------- | ------------------- | ------------------- | ------------------ | --------------- |
|        | 1                        | King of the Pirates | 1–3                  | 28 tháng 2 năm 2006 | 17 tháng 5 năm 2006 | ISBN 1-59861-000-7 | [ 282 ] [ 283 ] |
| 2      | The Circus Comes to Town | 4–6                 | 25 tháng 4 năm 2006  | 26 tháng 7 năm 2006 | ISBN 1-59861-001-5  | [ 284 ] [ 285 ]    |                 |
| 3      | The Teller of Tales      | 7–11                | 27 tháng 6 năm 2006  | 6 tháng 9 năm 2006  | ISBN 1-59861-002-3  | [ 286 ] [ 287 ]    |                 |
| 4      | The Cat's Ninth Life     | 12–16               | 29 tháng 8 năm 2006  | 8 tháng 11 năm 2006 | ISBN 1-59861-003-1  | [ 288 ] [ 289 ]    |                 |
| 5      | King of the Busboys      | 17–21               | 24 tháng 10 năm 2006 | 24 tháng 1 năm 2007 | ISBN 1-59861-004-X  | [ 290 ] [ 291 ]    |                 |
| 6      | The Better Swordsman     | 22–26               | 26 tháng 12 năm 2006 | 14 tháng 3 năm 2007 | ISBN 1-59861-005-8  | [ 292 ] [ 293 ]    |                 |
| 7      | New Crew                 | 27–31               | 27 tháng 2 năm 2007  | 2 tháng 5 năm 2007  | ISBN 1-59861-006-6  | [ 294 ] [ 295 ]    |                 |
| 8      | Belle Of The Brawl       | 32–36               | 24 tháng 4 năm 2007  | 18 tháng 7 năm 2007 | ISBN 1-59861-007-4  | [ 296 ] [ 297 ]    |                 |
| 9      | Rogue Town               | 37–41               | 26 tháng 6 năm 2007  | 12 tháng 9 năm 2007 | ISBN 1-59861-008-2  | [ 298 ] [ 299 ]    |                 |
| 10     | Baroque Works            | 42–46               | 28 tháng 8 năm 2007  | 7 tháng 11 năm 2007 | ISBN 1-59861-009-0  | [ 300 ] [ 301 ]    |                 |
| 11     | Tony Tony Chopper        | 47–52               | 30 tháng 10 năm 2007 | 23 tháng 1 năm 2008 | ISBN 1-59861-010-4  | [ 302 ] [ 303 ]    |                 |
| 1-3    | Starter Pack             | 1-11                | N/A                  | 14 tháng 3 năm 2007 | ISBN N/A            | [ 304 ]            |                 |

#### Bản không cắt
Tại Úc, the các mùa được thay thế bằng Collection từ 1 đến 21 và các Collection Boxes mang tên Treasure Chest Collections. Tại Bắc Mỹ, năm 2015 các Collection Boxes được rao bán trên Amazon và được đính kèm các Art Card, sticker và poster; năm 2019 phát hành Box One, với nhãn hiệu được đổi thành 20th Anniversary Pirate Collection, độc quyền từ Walmart với quà tặng bên trong là áo phông. 
| Volume            | Volume         | Volume       | Tập                                   | Ngày phát hành       | Ngày phát hành       | Ngày phát hành     | ISBN               | Tham khảo |
| Volume            | Volume         | Volume       | Tập                                   | Hoa Kỳ               | Anh Quốc             | Úc                 | ISBN               | Tham khảo |
| ----------------- | -------------- | ------------ | ------------------------------------- | -------------------- | -------------------- | ------------------ | ------------------ | --------- |
|                   | Season One     | First Voyage | 1–13                                  | 27 tháng 5 năm 2008  | N/A                  | 1 tháng 9 năm 2010 | ISBN 1-4210-1347-9 | [ 305 ]   |
| Second Voyage     | Season One     | 14–26        | 16 tháng 9 năm 2008                   | N/A                  | 13 tháng 10 năm 2010 | ISBN 1-4210-1419-X | [ 306 ]            |           |
| Third Voyage      | Season One     | 27–39        | 20 tháng 1 năm 2009                   | N/A                  | 3 tháng 11 năm 2010  | ISBN 1-4210-1531-5 | [ 307 ]            |           |
| Fourth Voyage     | Season One     | 40–53        | 31 tháng 3 năm 2009                   | N/A                  | 15 tháng 12 năm 2010 | ISBN 1-4210-1796-2 | [ 308 ]            |           |
| Season Two        | First Voyage   | 54–66        | 30 tháng 6 năm 2009                   | N/A                  | 12 tháng 1 năm 2011  | ISBN 1-4210-1888-8 | [ 309 ]            |           |
| Season Two        | Second Voyage  | 67–78        | 25 tháng 8 năm 2009                   | N/A                  | 16 tháng 2 năm 2011  | ISBN 1-4210-1889-6 | [ 310 ]            |           |
| Season Two        | Third Voyage   | 79–91        | 29 tháng 9 năm 2009                   | N/A                  | 16 tháng 3 năm 2011  | ISBN 1-4210-1890-X | [ 311 ]            |           |
| Season Two        | Fourth Voyage  | 92–103       | 15 tháng 12 năm 2009                  | N/A                  | 2011\|4\|20}}        | ISBN 1-4210-1891-8 | [ 312 ]            |           |
| Season Two        | Fifth Voyage   | 104–116      | 19 tháng 1 năm 2010                   | N/A                  | 18 tháng 5 năm 2011  | ISBN 1-4210-1892-6 | [ 313 ]            |           |
| Season Two        | Sixth Voyage   | 117–130      | 16 tháng 3 năm 2010                   | N/A                  | 15 tháng 6 năm 2011  | ISBN 1-4210-2004-1 | [ 314 ]            |           |
| Season Two        | Seventh Voyage | 131–143      | 11 tháng 5 năm 2010                   | N/A                  | 20 tháng 7 năm 2011  | ISBN 1-4210-2075-0 | [ 315 ]            |           |
| Season Three      | First Voyage   | 144–156      | 6 tháng 7 năm 2010                    | N/A                  | 17 tháng 8 năm 2011  | ISBN 1-4210-2119-6 | [ 316 ]            |           |
| Season Three      | Second Voyage  | 157–169      | 31 tháng 8 năm 2010                   | N/A                  | 14 tháng 9 năm 2911  | ISBN 1-4210-2143-9 | [ 317 ]            |           |
| Season Three      | Third Voyage   | 170–182      | 26 tháng 10 năm 2010                  | N/A                  | 19 tháng 10 năm 2011 | ISBN 1-4210-2182-X | [ 318 ]            |           |
| Season Three      | Fourth Voyage  | 183–195      | 25 tháng 1 năm 2011                   | N/A                  | 16 tháng 11 năm 2011 | ISBN 1-4210-2222-2 | [ 319 ]            |           |
| Season Three      | Fifth Voyage   | 196–205      | 19 tháng 4 năm 2011                   | N/A                  | 14 tháng 12 năm 2011 | ISBN 1-4210-2261-3 | [ 320 ]            |           |
| Season Four       | Voyage One     | 206–217      | 7 tháng 8 năm 2012                    | N/A                  | 24 tháng 10 năm 2012 | ISBN 1-4210-2520-5 | [ 321 ]            |           |
| Season Four       | Voyage Two     | 218–229      | 30 tháng 10 năm 2012                  | N/A                  | 9 tháng 1 năm 2013   | ISBN 1-4210-2598-1 | [ 322 ]            |           |
| Season Four       | Voyage Three   | 230–241      | 18 tháng 12 năm 2012                  | N/A                  | 20 tháng 3 năm 2013  | ISBN 1-4210-2615-5 | [ 323 ]            |           |
| Season Four       | Voyage Four    | 242–252      | 19 tháng 3 năm 2013                   | N/A                  | 19 tháng 6 năm 2013  | ISBN 1-4210-2647-3 | [ 324 ]            |           |
| Season Four       | Voyage Five    | 253–263      | 14 tháng 5 năm 2013                   | N/A                  | 21 tháng 8 năm 2013  | ISBN 1-4210-2680-5 | [ 325 ]            |           |
| Collections       | Collection 1   | 1–26         | 26 tháng 7 năm 2011                   | 27 tháng 5 năm 2013  | N/A                  | ISBN 1-4210-2341-5 | [ 326 ] [ 327 ]    |           |
| Collections       | Collection 2   | 27–53        | 27 tháng 9 năm 2011                   | 1 tháng 7 năm 2013   | N/A                  | ISBN 1-4210-2404-7 | [ 328 ] [ 329 ]    |           |
| Collections       | Collection 3   | 54–78        | 29 tháng 11 năm 2011                  | 23 tháng 9 năm 2013  | N/A                  | ISBN 1-4210-2405-5 | [ 330 ] [ 331 ]    |           |
| Collections       | Collection 4   | 79–103       | 31 tháng 1 năm 2012                   | 11 tháng 11 năm 2013 | N/A                  | ISBN 1-4210-2447-0 | [ 332 ] [ 333 ]    |           |
| Collections       | Collection 5   | 104–130      | 13 tháng 3 năm 2012                   | 17 tháng 2 năm 2014  | N/A                  | ISBN 1-4210-2466-7 | [ 334 ] [ 335 ]    |           |
| Collections       | Collection 6   | 131–156      | 12 tháng 6 năm 2012                   | 19 tháng 5 năm 2014  | N/A                  | ISBN 1-4210-2492-6 | [ 336 ] [ 337 ]    |           |
| Collections       | Collection 7   | 157–182      | 14 tháng 8 năm 2012                   | 11 tháng 8 năm 2014  | N/A                  | ISBN 1-4210-2522-1 | [ 338 ] [ 339 ]    |           |
| Collections       | Collection 8   | 183–205      | 25 tháng 9 năm 2012                   | 3 tháng 11 năm 2014  | N/A                  | ISBN 1-4210-2580-9 | [ 340 ] [ 341 ]    |           |
| Collections       | Collection 9   | 206–229      | 15 tháng 4 năm 2014                   | 13 tháng 4 năm 2015  | N/A                  | ISBN 1-4210-2850-6 | [ 342 ] [ 343 ]    |           |
| Collections       | Collection 10  | 230–252      | 23 tháng 9 năm 2014                   | 15 tháng 6 năm 2015  | N/A                  | ISBN 1-4210-2932-4 | [ 344 ] [ 345 ]    |           |
| Collections       | Collection 11  | 253–275      | 3 tháng 2 năm 2015                    | 10 tháng 8 năm 2015  | N/A                  | ISBN N/A           | [ 346 ] [ 346 ]    |           |
| Collection Box    | One            | 1–103        | 6 tháng 1 năm 2015 5 tháng 7 năm 2019 | N/A                  | 24 tháng 10 năm 2012 | ISBN N/A           | [ 347 ] [ 348 ]    |           |
| Collection Box    | Two            | 104–205      | 17 tháng 2 năm 2015                   | N/A                  | 31 tháng 10 năm 2013 | ISBN N/A           | [ 349 ]            |           |
| Collection Box    | Three          | 206–299      | 31 tháng 5 năm 2015                   | N/A                  | 7 tháng 12 năm 2016  | ISBN N/A           | [ 350 ] [ 351 ]    |           |
| Voyage Collection | 1              | 1–53         | N/A                                   | N/A                  | 6 tháng 9 năm 2017   | ISBN N/A           |                    |           |
| Voyage Collection | 2              | 54–103       | N/A                                   | N/A                  | 6 tháng 9 năm 2017   | ISBN N/A           | [ 352 ]            |           |
| Voyage Collection | 3              | 104-156      | N/A                                   | N/A                  | 4 tháng 10 năm 2017  | ISBN N/A           | [ 353 ]            |           |
| Voyage Collection | 4              | 157-205      | N/A                                   | N/A                  | 8 tháng 11 năm 2017  | ISBN N/A           | [ 354 ]            |           |
| Voyage Collection | 5              | 206-252      | N/A                                   | N/A                  | 6 tháng 12 năm 2017  | ISBN N/A           | [ 355 ]            |           |
| Voyage Collection | 6              | 253-299      | N/A                                   | N/A                  | 10 tháng 1 năm 2018  | ISBN N/A           | [ 356 ]            |           |